# Jee-Bee et les cybernanas

Jee-Bee et les cybernanas était une émission de radio diffusée sur France Inter le samedi de 17h à 18h, de 1999 à 2001. En 2001 l’émission devient Absolument fabuleux, dans la même case horaire. Elle s’arrête en 2002, tandis que Jean-Baptiste Tuzet devient l’animateur de la tranche matinale de France Inter le samedi.
Elle reposait sur une équipe composée de Jee-Bee, de son vrai nom Jean-Baptiste Tuzet, et de ses deux co-animatrices, CyberNatacha (Natacha Gerardin) et CyberMaud (Maud Lobstein). Ils recevaient un artiste dans une atmosphère légère, par exemple Tom Jones ou Ray Charles. L'émission disposait de son propre orchestre, dirigé par Francis Dufour. En 2001-2002 l’émission change de nom et surtout de format, avec des parties live, et un invité principal présent durant plusieurs émissions d'affilée, les enregistrements se faisant le même jour au studio 105 de la Maison de la radio elle était réalisée par Simone Depoux].